# Camponotus americanus
Camponotus americanus é uma espécie de inseto do gênero Camponotus, pertencente à família Formicidae.